# Bogusław Szczerski
Bogusław Szczerski z domu Szczurek (ur. 18 grudnia 1935, zm. 26 kwietnia 2012 w Krakowie) – dr nauk technicznych (Politechnika Krakowska), specjalista w zakresie oceny właściwości użytkowych produktów naftowych. Wieloletni pracownik Instytutu Technologii Nafty w Krakowie, gdzie kierował Zakładem Oceny Własności Eksploatacyjnych Produktów Naftowych, wykładowca akademicki (m.in. AGH). Autor i współautor ponad stu prac naukowych i badawczych, 28 patentów (w tym wielu znanych i popularnych polskich olejów silnikowych obecnych na rynku od lat 70.) oraz metod i norm badawczych, członek i współpracownik międzynarodowych grup badawczych i eksperckich, w tym Europejskiej Rady Koordynacyjnej ds. Badań Paliw, Olejów i Płynów Eksploatacyjnych CEC. Współautor hymnu podkrakowskiej gminy Mogilany.
Zmarł po krótkiej, ale ciężkiej chorobie 26 kwietnia 2012 w Krakowie.
Ojciec Krzysztofa Szczerskiego i Andrzeja Szczerskiego.